# Spathiphyllum ortgiesii
Spathiphyllum ortgiesii là một loài thực vật có hoa trong họ Ráy (Araceae). Loài này được Regel miêu tả khoa học đầu tiên năm 1870.